# Leptolalax bourreti
Leptolalax bourreti és una espècie d'amfibi que viu al Vietnam i, possiblement també, a Tailàndia.
Està amenaçada d'extinció per la pèrdua del seu hàbitat natural.